# 建設キャリアアップシステム
建設キャリアアップシステム（けんせつキャリアアップシステム、英：Construction Career Up System）は、日本の建設業界におけるクラウドシステムである。通称CCUS。
現場従事者の就業履歴や保有資格をデータベースに記録・閲覧・管理するサービスである。

## 概要
建設業関連団体等からなる協議会により設立された。国土交通省が主導・監督し、建設業振興基金が実際の運営主体となっている。現場従事者が、能力や経験に応じた処遇を受けられる環境の整備を目的とし、2019年4月1日に本運用を開始した。インターネットあるいは窓口での申請が可能である。

### 技能者の定義
CCUSでは登録対象者を「技能者」としている。構築当初、法令上に技能者を定義する条文は無かった。
国土交通省が2021年3月29日付で公表した「建設技能者の能力評価制度に関する告示」にて、以下のように記載された。『「建設技能者」とは、工事現場における建設工事の施工に従事する者のうち、当該建設工事を適正に実施するために必要な技能を有する者であって、建設キャリアアップシステムに登録された者をいう。』

## 沿革
- 2015年：5月19日、建設産業活性化会議[3]において、建設技能労働者の経験が蓄積されるシステムの構築が表明される[4]。
- 2016年：4月19日、建設キャリアアップシステムの構築に向けた官民コンソーシアム[5]を設立。同年12月21日、（一財）建設業振興基金がその運営主体となり、開発に着手[4]。
- 2017年：6月30日、｢建設キャリアアップシステム運営協議会｣を設置。国土交通省等の関係省庁、振興基金、関係団体により運営方針が策定される。
- 2018年：4月、書面での申請受付開始。同年6月インターネット申請受付開始。
- 2019年：１月1日、現場での限定運用開始。同年4月、本運用開始。7月5日、国交省が外国人技能実習生の登録義務化を制定[6]。
- 2020年：1月、上記外国人技能実習生の登録義務化を施行。9月8日、運営協議会第6回総会で料金体系見直し案を了承。同年10月1日料金改定。
- 2021年：4月1日、技能者登録2段階方式の導入開始。

## 利用

### 技能者
技能者登録を完了すると、各人に顔写真入りのICカード（=建設キャリアアップカード）が発行される。カードを各入場現場の端末にかざすと、クラウドへ現場名と共に入場日が記録される。かくして履歴をデータベースに蓄積し、自身の経歴の証とする。各人に専用ページが付与され、適宜編集、閲覧可能である。保有資格や表彰履歴欄があり、それらは現場の上位業者へ公開される。
建設キャリアアップカードは帯の色が4種あり、下記技能レベルに準拠している。新規登録時は一律レベル1のカードが付与され、他レベルは別途レベル判定の申請を経る。保有資格、表彰履歴、経験年数を審査基準とする。
| レベル | 色       | 技能目安                        |
| ------ | -------- | ------------------------------- |
| 1      | 白       | 初級 （見習いの技能者）         |
| 2      | 青       | 中堅 （一人前の技能者）         |
| 3      | シルバー | 職長として現場に 従事できる     |
| 4      | ゴールド | 高度なマネジメント 能力を有する |

建設業退職金共済制度との連動（計画途上）
建設業退職金共済制度（建退共）とは、各現場から働いた分の証紙を受け取り、その合計枚数の額を後の退職金として受け取る事ができる制度である。CCUSの履歴を証紙に代えることで、ペーパーレスの実現を目指している。

### 各現場（元請け）
CCUS専用のカードリーダーを購入し、それを各現場へ配備する。これにより技能者のカード利用が可能となる。
- 専用ページにて各下位業者を編成することで、施工体制や名簿の閲覧ができる[注 3]。
- 入場履歴が即時更新となるため、各業者の稼働状況を把握できる。
- 各技能者の保有資格、社会保険加入状況、就業履歴等の確認ができる。
- 経営事項審査において、自社技能者のCCUSレベル取得に応じた加点が盛り込まれている（令和3年4月1日から適用）[8]。

### 各下請業者
専用ページにて、各現場ページへ入り自社技能者を登録する。これにより、自社技能者のカード利用が可能となる。各現場ページに下位業者を編成することで、下位業者も同様の操作が可能となる。適宜編集、閲覧可能である。

## 背景
建設現場における技能者は60歳以上が全体の約４分の1を占めており、10年後にはその大半が引退すると見込まれる。また、若年層の入職者が増えていないことから、若手の確保や育成が課題となった。若年層の辞職理由には、キャリアの道筋が立たない、技術・技能の習得が難しい、労働に対し賃金が低いといった声が多い。それ故、業界内のワークスタイル改革が不可欠との見解に至った。
技能者は請負う事業所が変動的であり、且つ現場も多様である。その上、業界内では個々の能力に対する統一的な評価基準が無い。そのため能力が処遇向上に繋がりにくい特性がある。この問題を解消すべく、ネットワークを活用した管理システムを導入する構想に至った。

## 問題

### 引き抜き
元請や上位会社は、その現場の下位技能者の個人情報、保有資格やレベルは閲覧可能である。それゆえ人材引き抜きの懸念の声が上がっている。ただし、元来この制度は優秀な人材を可視化することで、各企業へ適切な給与設定を促す狙いで作られたものである。

### 登録者数の低迷
運営側は当初、初年度（2019年度〉に技能者登録数100万人を見込んでいた。しかし結果は22万人（全国技能者の7%）と予想を遥かに下回った。2020年8月末に行った現場でのアンケート結果によると、現場の74%がCCUSにメリットがないと回答した。また4割の現場で、元請けを除く業者登録数が0であった。
登録者数低迷は、メリットの脆弱さの他に申請処理の煩雑さも一因であった。例えば技能者申請は公的書類の写しに加え135項目が必須であった。その上不備があると再申請となり、受理に倍の時間を要した。また不備発生率は一時9割を超えていた（改善の末、現在の不備率は3割程度に留まる）。

### 赤字
上述の申請処理の煩雑さが災いし、CCUS側の審査も同時に難航した。その結果、審査費用とその人件費が当初の予想を遥かに上回り、加入者が増えるほど赤字となる料金設定であることが判明した。
2019年度末時点で57.4億円の累積赤字が発覚した。このまま累積した場合、2020年度末には100億に到達する試算となった。
これは上述の事情も含め、以下が起因していた。
1. 初期開発投資額が過少であった
2. 審査費とその人件費が嵩んだ
3. 機能の追加開発が不可欠な状況に陥った

3の追加開発に必要な経費は20億円に上り、これは結果的に各業界団体が負担した。各団体は構築当初、既に計10億5000万円を捻出していたにも関わらず、国交省から更なる負担を強いられる事態となった。団体側は「国費を投入すべき」と訴えたが、国交省は「民間主導のシステムのため国費は投入できない」と退けた。結局、追加資金は16億円へ圧縮の上、最後の出捐との条件下で搬出された（うち日本建設業連合会の8億が最高出捐額である）。
かくして3は打開できたものの、赤字問題は依然残っている。
CCUSは支出削減のため、コールセンターの廃止と郵送申請の廃止を決定した。そして、利用者に対し登録料と利用料の引き上げに踏み切った。
この問題を受け、CCUSは2026年度までの累計を、技能者150万人（全国技能者の半数）、事業者16万社、タッチ数1.2億回の想定で試算した。技能者登録が年間平均25万人のペースで増加すれば、2023年度に黒字化し、2028年に累積赤字が解消できるとしている。この試算の達成を当面の目標としている。
尚、現在の赤字は全て建設業振興基金が負担している。

### 強制加入
大手ゼネコンは自社現場に入場する請負業者・技能者に対し、CCUS登録を義務化している。本来CCUSの目的は技能者の適正評価と処遇改善であるが、具現化への細部の設計が未だ不充分であり、且つレベルごとの賃金も保証されていない。それ故多くの技能者が利点に疑念を抱きながらも、各種費用負担を強いられている。
尚、ゼネコン自身が対象者の判別がつかず、技術者、現場で実作業に従事しない者にまで加入が強いられる事態も起きている。ただし、先の#技能者の定義で述べた国交省の説明が循環定義である上、対象者の識別基準が明文化されていないため、混乱は不可避である。

## 今後の計画

### マイナンバーカードとの連携
国土交通省は2019年度補正予算案で「マイナンバーカード・マイナポータルと建設キャリアアップシステムの連携推進」の経費に6億円を計上した。この中で、マイナンバーカードでもCCUSを利用できる等のシステム改修を計画している。